# متحف ذاكرة الأرض بتطاوين
متحف ذاكرة الأرض بتطاوين هو متحف تونسي ذو بعد تاريخي وجيولوجي وأثري، تأسس في 1 أبريل 2000 ويقع في مدينة تطاوين جنوب البلاد.

## تاريخ
على إثر تعاون بين الديوان الوطني للمناجم والمجلس الجهوي بتطاوين، تم بعث متحف ذاكرة الأرض في 1 أبريل 2000، ويجمع المستحثات الأكثر شعاعا في الجهة، منه بينها الديناصورات والزواحف. 

تقرر في 2016، الاستعداد للانطلاق في توسعة المتحف ليصبح متحفا جيولوجيا مكتمل المواصفات، وذلك بكلفة 150 ألف دينار تونسي.

## المجموعات المعروضة
يعرض المتحف العديد من الهياكل العضمية لديناصورات وحيوانات منقرضة، وكذلك المستحاثات الحيوانية أو النباتية.

يستضيف المتحف أيضا نيزك تطاوين الذي سقط في الجهة في 27 يونيو 1931 والذي يزن 12 كيلوغراما.

يوجد عدة بقايا من هياكل عضمية لديناصورات من فصيلة سبينوصور التي وجدت في الجهة.

في مارس 2013، تم اكتشاف عظام لأجزاء ديناصور من فصيلة الصوربوديات أطلق عليه اسم تطاوين هانيباليس عمره 110 مليون سنة في قرية بئر عمير في ولاية تطاوين، وذلك من قبل باحثين من الديوان الوطني للمناجم وجامعة بولونيا الإيطالية. ويتمثل الاكتشاف في 16 فقرة عظمية متلاصقة وجزء هام من حوض الهيكل العظمي و48 جزأ عظميا منفصلا. 

في ديسمبر 2015، أعلن عن اكتشاف حوالي 100 آثار أقدام ديناصورات في قصر بني غدير قرب مدينة غمراسن، يرجع عمرها إلى 165 مليون سنة. 

أعلن في يناير 2016 عن اكتشاف تمساح بحري متحجر في ديسمبر 2014 في منطقة بئر عمير أطلق عليه اسم ماكيموصور ريكس، وذلك من قبل فريق علمي من الديوان الوطني للمناجم وجامعة بولونيا الإيطالية، ويرجع عمره ل150 مليون سنة، ويبلغ طوله حوالي 10 أمتار ويزن نحو ثلاثة أطنان.

## روابط خارجية
- زيارة افتراضية للمتحف.